# Tverečius
Tverečius (Twerecz in polacco) è una città del distretto di Ignalina della contea di Utena, nell'est della Lituania al confine con la Bielorussia. Secondo un censimento del 2011, la popolazione ammonta a 231 abitanti.
Costituisce il centro più importante dell’omonima seniūnija.

## Storia

### Granducato di Lituania
Tverečius viene menzionata per la prima volta in atti ufficiali il 21 luglio 1501. Tre giorni dopo tale data, gli Agostiniani si insediarono nell'area con l'intento di diffondere la religione cattolica.

### Periodo interbellico (1918–1939)

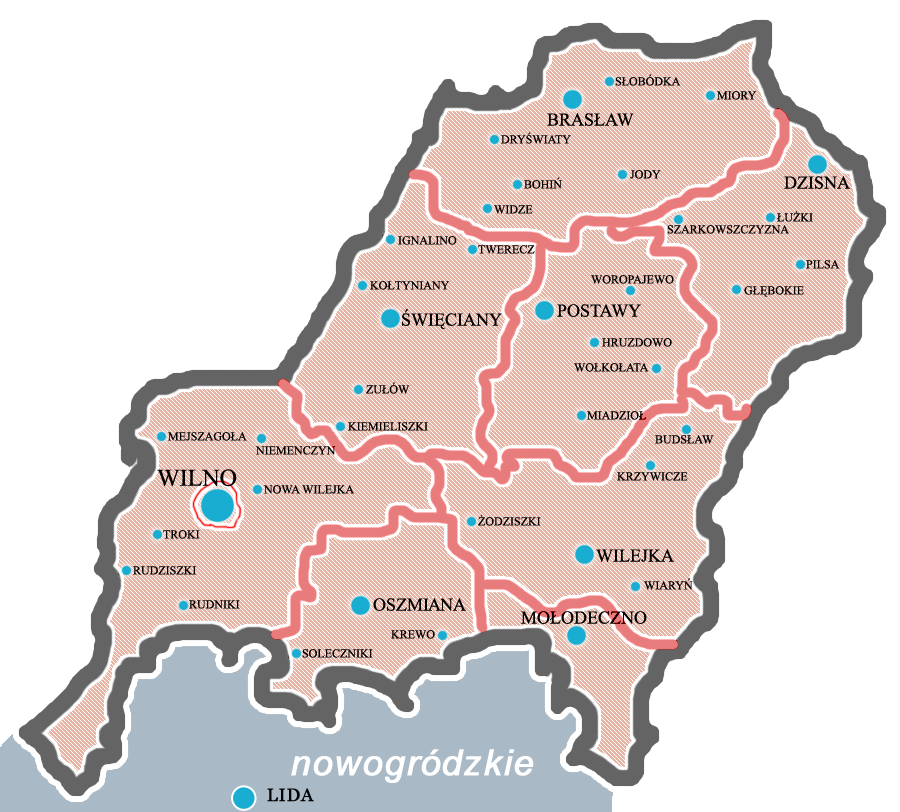
La mappa mostra la posizione di Tverečius (in polacco Twerecz) all'interno del sistema amministrativo della Seconda Repubblica di Polonia.

Le conseguenze della prima guerra mondiale si produssero anche in capo alla neonata Lituania: dispute accese si crearono con la Polonia in riferimento alla contea di Vilnius: tale astio rientrava in vecchie ruggini derivanti anche dalla guerra polacco-lituana e dall'ammutinamento di Żeligowski.
A seguito di queste lotte, anche Tverečius rientrò nella certo non longeva Lituania centrale nel 1920. Due anni dopo infatti, la città fu annessa, a seguito di referendum, alla Seconda Repubblica di Polonia. Il nome polacco Twerecz sostituì quello lituano e il centro abitato divenne un quartiere della vicina Święciany (in lituano Švenčionys), appartenente alla contea di Powiat alla zona nord-orientale del Paese polacco.

### Invasione sovietica della Polonia
L'Armata Rossa invase la Polonia come da accordo stipulato con la Germania nel 1939. Di conseguenza la regione di Vilnius fu frammentata in varie aree. Tverečius, in particolare, entrò a far parte della Bielorussia sovietica, sebbene brevemente: dal 1940 fino all'indipendenza ottenuta nel 1991, la città entrò a far parte della Lituania sovietica.

## Galleria d'immagini

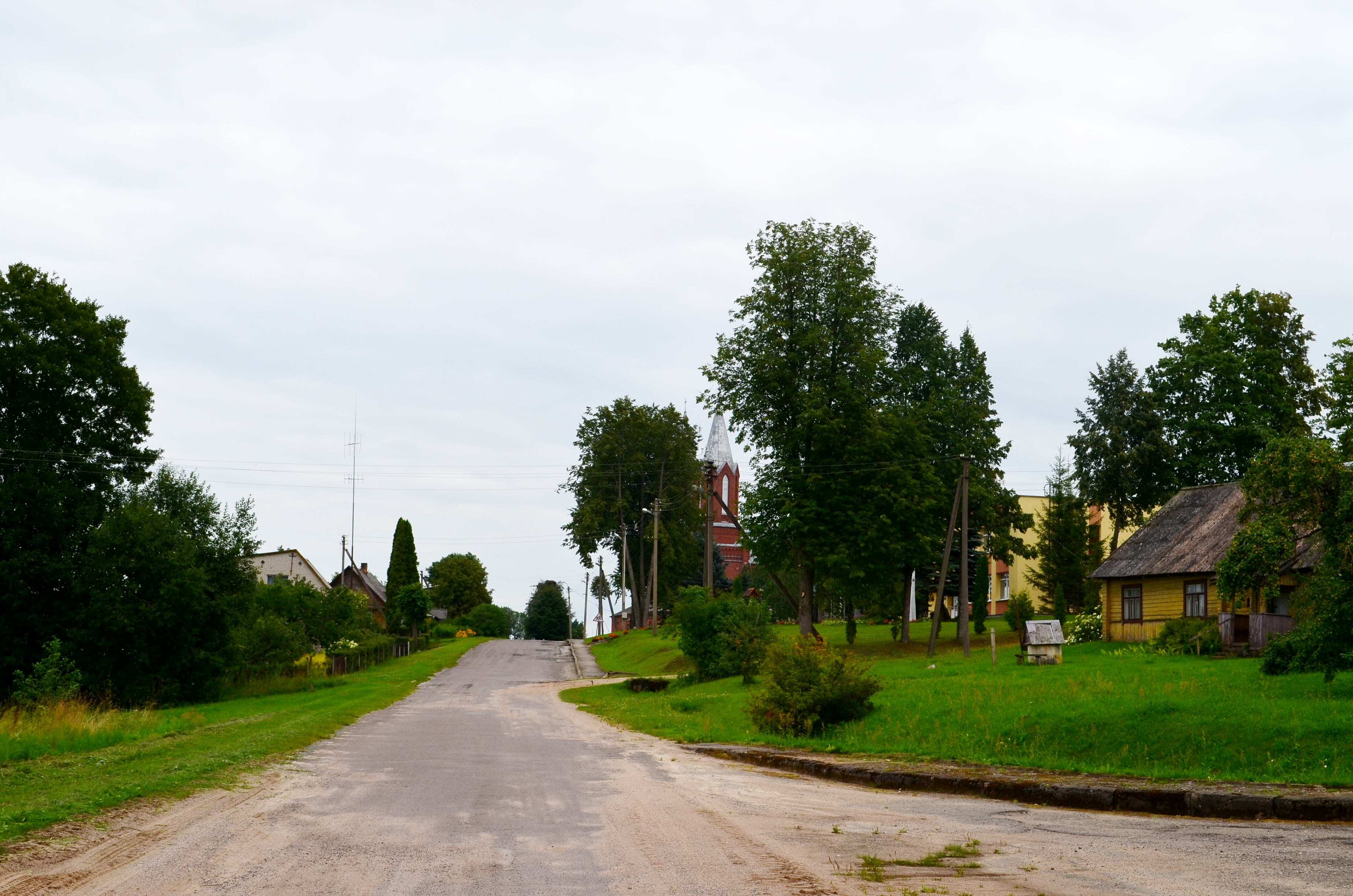
Parco cittadino
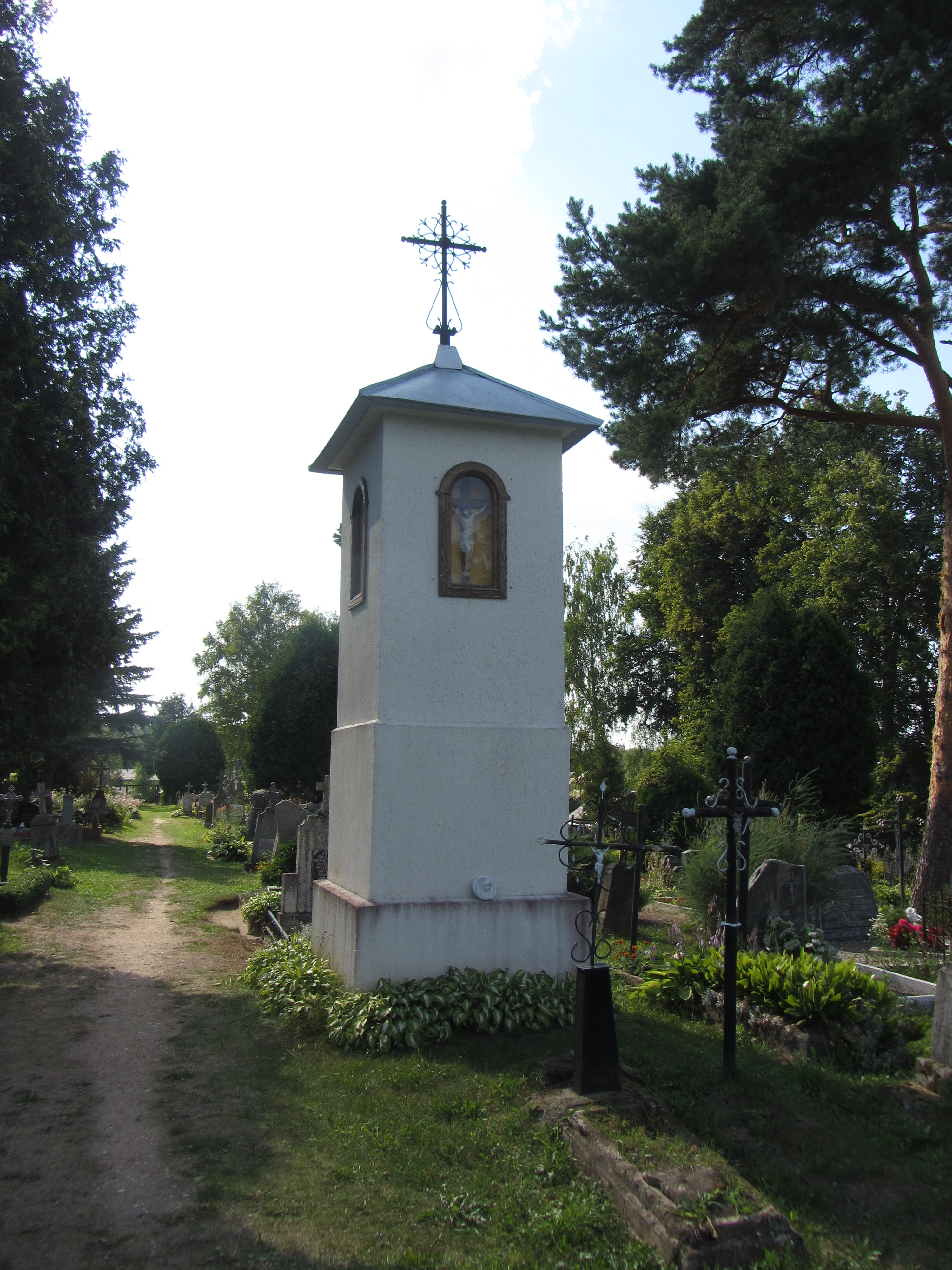
Cappelletta
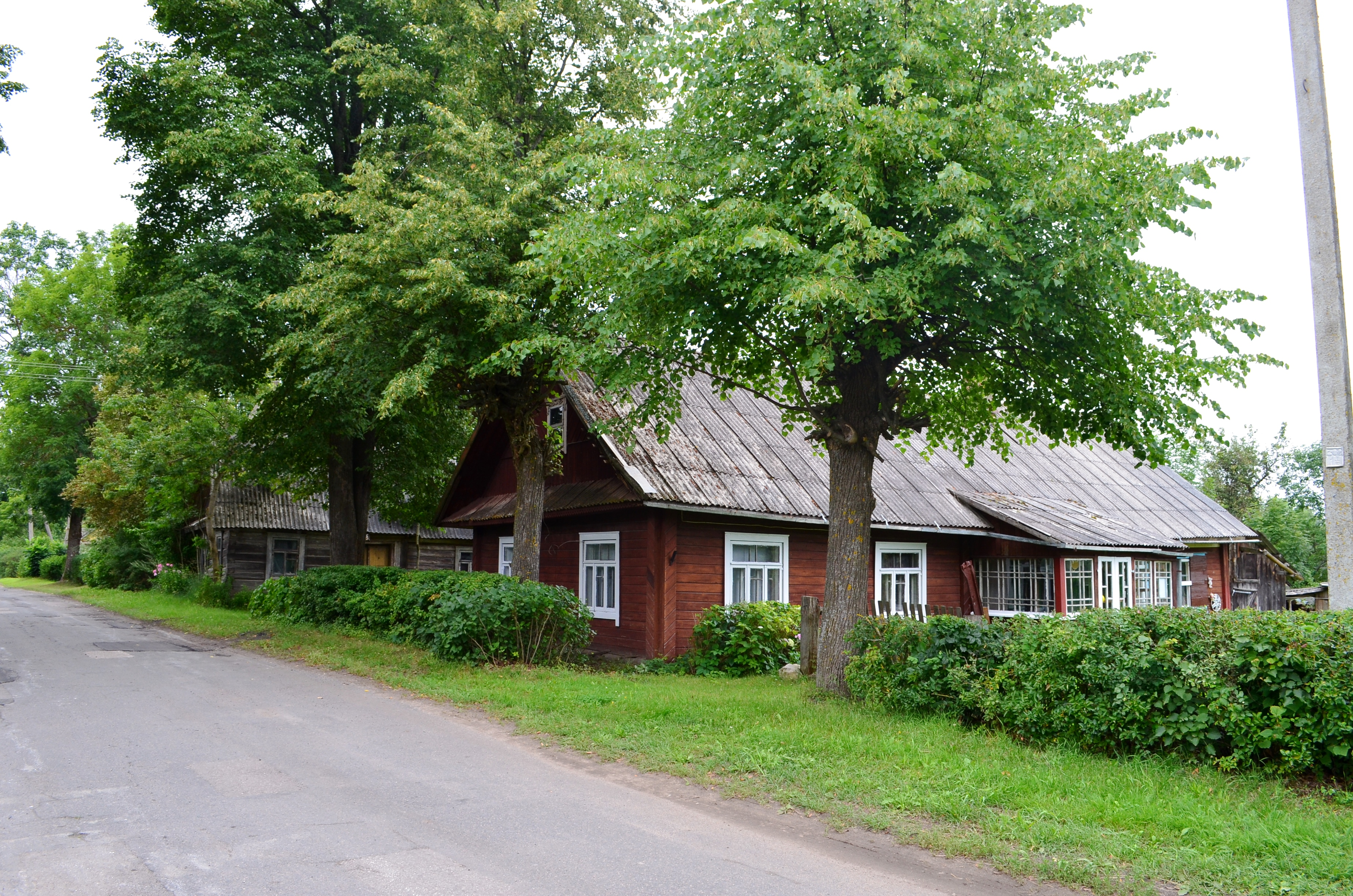
Viale principale